# A PFG 2014-15
La temporada A PFG 2014-15 ("А" Футболна Група en búlgaro) fue la 91.ª edición de la A Profesionalna Futbolna Grupa, la primera división del sistema de ligas del fútbol búlgaro. La temporada comenzó el 19 de agosto de 2014 y finalizó el 31 de mayo de 2015. El Ludogorest Razsgrad campeón de la temporada anterior defendió con éxito esta condición y obtuvo su cuarto campeonato consecutivo.

## Formato de competición
Los 12 equipos participantes jugaron entre sí todos contra todos dos veces totalizando 26 partidos cada uno, al término de la fecha 22 los seis primeros clasificados pasaron a jugar el Grupo por el Campeonato, mientras que los otros seis pasaron a jugar el Grupo de Descenso
En el Grupo por el Campeonato los 6 equipos participantes jugaron entre sí todos contra todos dos veces totalizando al final 32 partidos cada uno, al término de la fecha 32, el primer clasificado se coronó campeón y obtuvo un cupo para la Segunda ronda de la Liga de Campeones 2015-16, mientras que el segundo y el tercero obtuvieron un cupo para la Primera ronda de la Liga Europa 2015-16.
En el Grupo por el Descenso, los 6 equipos participantes jugaron entre sí todos contra todos dos veces totalizando al final 32 partidos cada uno, al término de la fecha 32, los 2 últimos clasificados descendieron a la B PFG 2015-16.
Un tercer cupo para la Segunda ronda de la Liga Europa 2015-16 fue asignado al campeón de la Copa de Bulgaria.

## Ascensos y descensos
Los ascendidos de la B PFG 2013-14 son el Marek Dupnitsa (Campeón), Haskovo (Subampeón); en reemplazo de los descendidos Chernomorets Burgas, Neftochimic Burgas, Pirin Gotse Delchev, Lyubimets 2007.
| Pos. | de A PFG 2013-14    |
| ---- | ------------------- |
| 11.º | Chernomorets Burgas |
| 12.º | Neftochimic Burgas  |
| 13.º | Pirin Gotse Delchev |
| 14.º | Lyubimets 2007      |

| Pos. | de B PFG 2013-14 |
| ---- | ---------------- |
| 1.º  | Marek Dupnitsa   |
| 2.º  | Haskovo          |

## Equipos
| Club               | Ciudad       | Estadio               | Capacidad |
| ------------------ | ------------ | --------------------- | --------- |
| Beroe Stara Zagora | Stara Zagora | Beroe                 | 12.300    |
| Botev Plovdiv      | Plovdiv      | Hristo Botev          | 18.000    |
| Cherno More Varna  | Varna        | Ticha                 | 10.000    |
| CSKA Sofía         | Sofía        | Balgarska Armiya      | 22.015    |
| Haskovo            | Haskovo      | Stadion Dimitar Kanev | 20.000    |
| Levski Sofía       | Sofía        | Georgi Asparuhov      | 19.200    |
| Litex Lovech       | Lovech       | Lovech                | 8.100     |
| Lokomotiv Plovdiv  | Plovdiv      | Lokomotiv             | 10.000    |
| Lokomotiv Sofía    | Sofía        | Lokomotiv Sofia       | 22.000    |
| Ludogorets Razgrad | Razgrad      | Ludogorets Arena      | 6.000     |
| Marek Dupnitsa     | Dupnitsa     | Bonchuk Stadium       | 16.050    |
| Slavia Sofía       | Sofía        | Ovcha Kupel           | 15.992    |

## Primera fase

### Tabla de posiciones
| Pos. | Equipo             | Pts. | PJ | G  | E | P  | GF | GC | Dif. | Clasificación    |
| ---- | ------------------ | ---- | -- | -- | - | -- | -- | -- | ---- | ---------------- |
| 1    | Ludogorets Razgrad | 47   | 22 | 14 | 5 | 3  | 46 | 14 | +32  | Grupo campeonato |
| 2    | CSKA Sofia         | 44   | 22 | 13 | 5 | 4  | 39 | 15 | +24  | Grupo campeonato |
| 3    | Lokomotiv Sofia    | 39   | 22 | 12 | 3 | 7  | 29 | 24 | +5   | Grupo campeonato |
| 4    | Litex              | 39   | 22 | 12 | 3 | 7  | 37 | 24 | +13  | Grupo campeonato |
| 5    | Beroe              | 38   | 22 | 11 | 5 | 6  | 34 | 21 | +13  | Grupo campeonato |
| 6    | Botev Plovdiv      | 36   | 22 | 11 | 3 | 8  | 32 | 26 | +6   | Grupo campeonato |
| 7    | Levski Sofia       | 34   | 22 | 10 | 4 | 8  | 36 | 25 | +11  | Grupo descenso   |
| 8    | Cherno More        | 31   | 22 | 9  | 4 | 9  | 26 | 24 | +2   | Grupo descenso   |
| 9    | Slavia Sofia       | 23   | 22 | 6  | 5 | 11 | 24 | 30 | −6   | Grupo descenso   |
| 10   | Lokomotiv Plovdiv  | 20   | 22 | 5  | 5 | 12 | 13 | 36 | −23  | Grupo descenso   |
| 11   | Marek Dupnitsa     | 14   | 22 | 3  | 5 | 14 | 8  | 45 | −37  | Grupo descenso   |
| 12   | Haskovo            | 7    | 22 | 2  | 1 | 19 | 12 | 52 | −40  | Grupo descenso   |

Actualizado a los partidos jugados el 15 de marzo de 2015.
 Fuente: Soccerway

### Resultados
| Local \ Visitante  | BER | BOT | CMO | CSK | HAS | LEV | LIT | LPL | LSO | LUD | MAR | SLA |
| ------------------ | --- | --- | --- | --- | --- | --- | --- | --- | --- | --- | --- | --- |
| Beroe              | —   | 1–1 | 1–1 | 1–2 | 3–0 | 2–1 | 2–0 | 3–0 | 0–0 | 0–4 | 4–0 | 1–1 |
| Botev Plovdiv      | 3–1 | —   | 2–1 | 2–0 | 2–0 | 0–3 | 3–3 | 2–0 | 1–0 | 1–2 | 3–0 | 2–0 |
| Cherno More        | 4–0 | 2–1 | —   | 1–1 | 1–0 | 1–0 | 0–3 | 3–0 | 0–1 | 0–0 | 0–1 | 2–0 |
| CSKA Sofia         | 0–1 | 1–0 | 3–1 | —   | 4–0 | 2–0 | 2–0 | 2–0 | 3–0 | 1–1 | 5–0 | 0–0 |
| Haskovo            | 1–0 | 1–2 | 0–1 | 2–4 | —   | 1–4 | 1–4 | 1–2 | 0–0 | 1–0 | 0–1 | 1–5 |
| Levski Sofia       | 0–1 | 2–1 | 1–0 | 0–3 | 8–0 | —   | 2–2 | 1–1 | 1–0 | 3–2 | 4–0 | 2–0 |
| Litex              | 2–1 | 1–2 | 3–0 | 0–1 | 2–0 | 3–0 | —   | 1–0 | 4–2 | 1–0 | 3–0 | 2–0 |
| Lokomotiv Plovdiv  | 0–3 | 0–2 | 1–1 | 0–3 | 1–0 | 1–1 | 2–0 | —   | 0–4 | 1–4 | 1–0 | 1–1 |
| Lokomotiv Sofia    | 0–3 | 3–1 | 2–1 | 2–0 | 2–1 | 0–1 | 2–0 | 2–0 | —   | 2–2 | 2–0 | 1–0 |
| Ludogorets Razgrad | 1–1 | 1–0 | 2–0 | 2–0 | 3–1 | 1–0 | 4–1 | 2–0 | 5–1 | —   | 3–0 | 0–0 |
| Marek Dupnitsa     | 0–3 | 1–1 | 1–3 | 0–0 | 2–1 | 1–1 | 0–0 | 0–0 | 0–1 | 0–4 | —   | 0–2 |
| Slavia Sofia       | 0–2 | 3–0 | 1–3 | 2–2 | 1–0 | 3–1 | 0–2 | 0–2 | 1–2 | 0–3 | 4–1 | —   |

## Grupo campeonato

### Tabla de posiciones
| Pos. | Equipo                 | Pts. | PJ | G  | E  | P  | GF | GC | Dif. | Clasificación y descenso 2015–16      |
| ---- | ---------------------- | ---- | -- | -- | -- | -- | -- | -- | ---- | ------------------------------------- |
| 1    | Ludogorets Razgrad (C) | 63   | 32 | 18 | 9  | 5  | 63 | 24 | +39  | Segunda ronda de la Liga de Campeones |
| 2    | Beroe                  | 55   | 32 | 15 | 10 | 7  | 46 | 30 | +16  | Primera ronda de la Liga Europa       |
| 3    | Lokomotiv Sofia        | 55   | 32 | 16 | 7  | 9  | 39 | 31 | +8   | Descenso a V PFG 2015-16              |
| 4    | Litex                  | 54   | 32 | 16 | 6  | 10 | 49 | 36 | +13  | Primera ronda de la Liga Europa       |
| 5    | CSKA Sofia             | 52   | 32 | 14 | 10 | 8  | 45 | 27 | +18  | Descenso a V PFG 2015-16              |
| 6    | Botev Plovdiv          | 42   | 32 | 12 | 6  | 14 | 38 | 39 | −1   |                                       |

Actualizado a los partidos jugados el 31 de mayo de 2015.
 Fuente: Soccerway
Notas:
1. ↑  Lokomotiv Sofia no pudo obtener la licencia para competiciones europeas, por lo tanto Litex toma su lugar y Lokomotiv desciende a la V PFG[2]
2. ↑  CSKA Sofia fue descendido a la V PFG 2015-16 (la tercera división búlgara), debido a deudas millonarias que tenia el equipo.[3][4][5]

### Resultados
| Local \ Visitante  | BER | BOT | CSK | LIT | LSO | LUD |
| ------------------ | --- | --- | --- | --- | --- | --- |
| Beroe              | —   | 2–1 | 0–0 | 3–1 | 1–4 | 2–0 |
| Botev Plovdiv      | 1–1 | —   | 3–2 | 0–1 | 0–2 | 1–3 |
| CSKA Sofia         | 0–0 | 0–0 | —   | 3–1 | 0–1 | 0–0 |
| Litex              | 1–1 | 1–0 | 2–0 | —   | 0–0 | 4–2 |
| Lokomotiv Sofia    | 0–1 | 1–0 | 1–1 | 0–0 | —   | 0–0 |
| Ludogorets Razgrad | 1–1 | 0–0 | 4–0 | 3–1 | 4–1 | —   |

## Grupo de descenso

### Tabla de posiciones
| Pos. | Equipo            | Pts. | PJ | G  | E | P  | GF | GC | Dif. | Clasificación y descenso 2015-16 |
| ---- | ----------------- | ---- | -- | -- | - | -- | -- | -- | ---- | -------------------------------- |
| 1    | Levski Sofia      | 56   | 32 | 17 | 5 | 10 | 66 | 33 | +33  |                                  |
| 2    | Cherno More       | 50   | 32 | 15 | 5 | 12 | 42 | 36 | +6   | Segunda ronda de la Liga Europa  |
| 3    | Slavia Sofia      | 43   | 32 | 12 | 7 | 13 | 40 | 38 | +2   |                                  |
| 4    | Lokomotiv Plovdiv | 32   | 32 | 9  | 5 | 18 | 28 | 52 | −24  |                                  |
| 5    | Marek Dupnitsa    | 20   | 32 | 5  | 5 | 22 | 14 | 71 | −57  | Descenso a B PFG 2015-16         |
| 6    | Haskovo           | 15   | 32 | 4  | 3 | 25 | 18 | 71 | −53  | Descenso a B PFG 2015-16         |

Actualizado a los partidos jugados el 27 de mayo de 2015.
 Fuente: Soccerway
Notas:
1. ↑  Tras ganar la Copa de Bulgaria 2014-15, el Cherno More obtuvo un cupo para la Segunda ronda de la Liga Europa 2015-16.

### Resultados
| Local \ Visitante | CMO | HAS | LEV | LPL | MAR | SLA |
| ----------------- | --- | --- | --- | --- | --- | --- |
| Cherno More       | —   | 2–0 | 0–2 | 1–2 | 1–0 | 1–1 |
| Haskovo           | 1–3 | —   | 0–5 | 2–0 | 1–0 | 0–1 |
| Levski Sofia      | 5–2 | 1–1 | —   | 5–0 | 6–0 | 2–3 |
| Lokomotiv Plovdiv | 0–1 | 4–0 | 0–1 | —   | 4–0 | 1–2 |
| Marek Dupnitsa    | 0–2 | 3–1 | 1–3 | 1–4 | —   | 1–0 |
| Slavia Sofia      | 1–3 | 0–0 | 1–0 | 3–0 | 4–0 | —   |

## Máximos Goleadores
Detalle con los máximos goleadores de la A PFG, de acuerdo con los datos oficiales de la Unión de Fútbol de Bulgaria.
- Datos según la página oficial de la competición.

| Posic. | Jugador             | Club               | Goles |
| ------ | ------------------- | ------------------ | ----- |
| 1      | Añete               | Levski Sofia       | 14    |
| 2      | Martin Kamburov     | Lokomotiv Plovdiv  | 13    |
| 3      | Danilo Asprilla     | Litex Lovech       | 10    |
| 3      | Sergiu Buș          | CSKA Sofia         | 10    |
| 3      | Radoslav Vasilev    | Slavia Sofia       | 10    |
| 3      | Valeri Domovchiyski | Levski Sofia       | 10    |
| 3      | Juninho Quixadá     | Ludogorets Razgrad | 10    |
| 3      | Virgil Misidjan     | Ludogorets Razgrad | 10    |
| 9      | Wilmar Jordán       | Litex Lovech       | 9     |
| 9      | Lamjed Chehoudi     | Lokomotiv Sofia    | 9     |